# Rhodostrophia debilis
Rhodostrophia debilis là một loài bướm đêm trong họ Geometridae.